# Robert Neppach
Robert Neppach (* 2. März 1890 in Wien, Österreich-Ungarn; † 18. August 1939 in Zürich, Schweiz) war ein österreichischstämmiger und in Deutschland aktiver Filmarchitekt, Kostümbildner und Filmproduzent.

## Leben und Werk

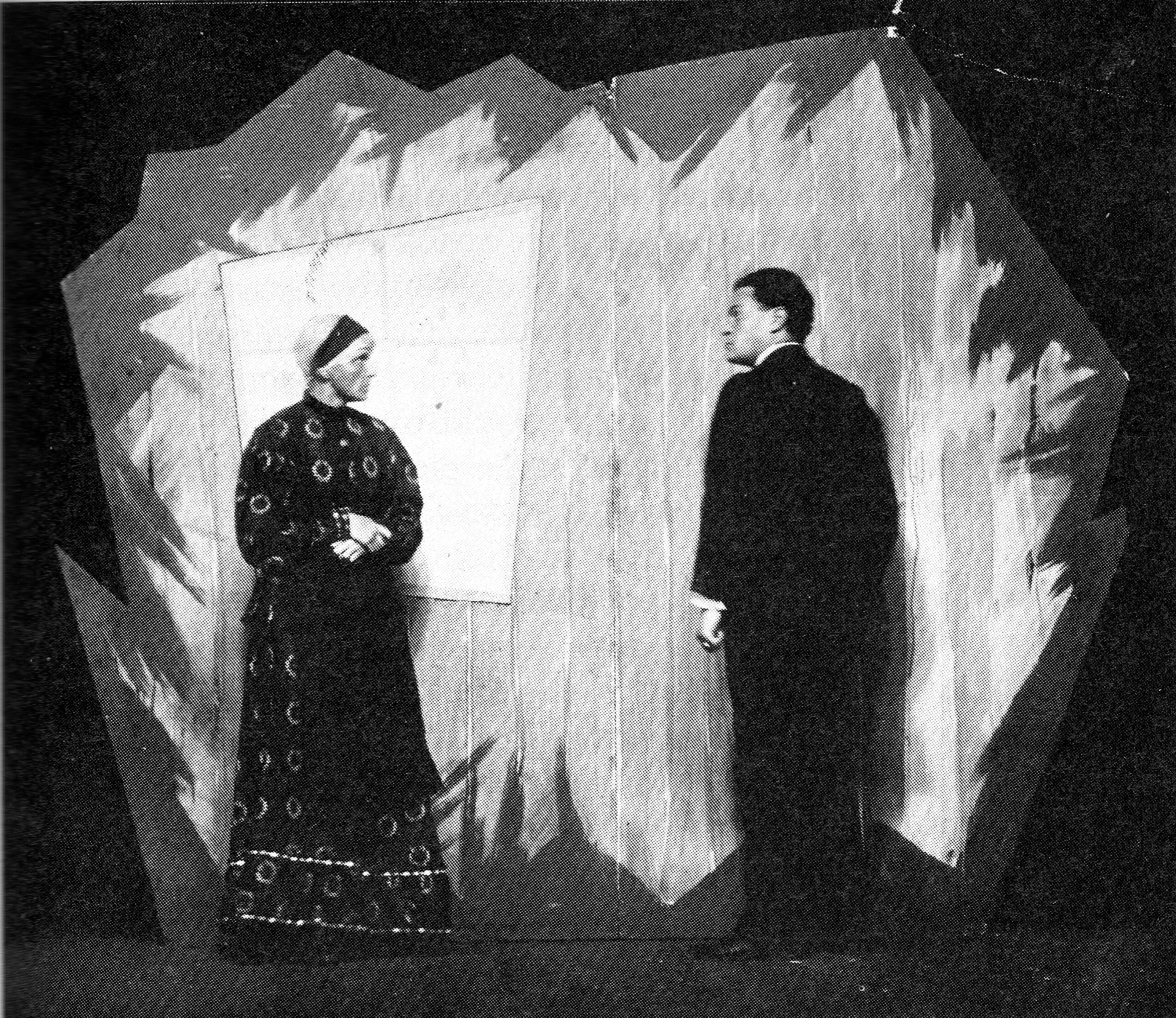
Bühnenbild zu Ernst Tollers Die Wandlung (Berlin, 1919)

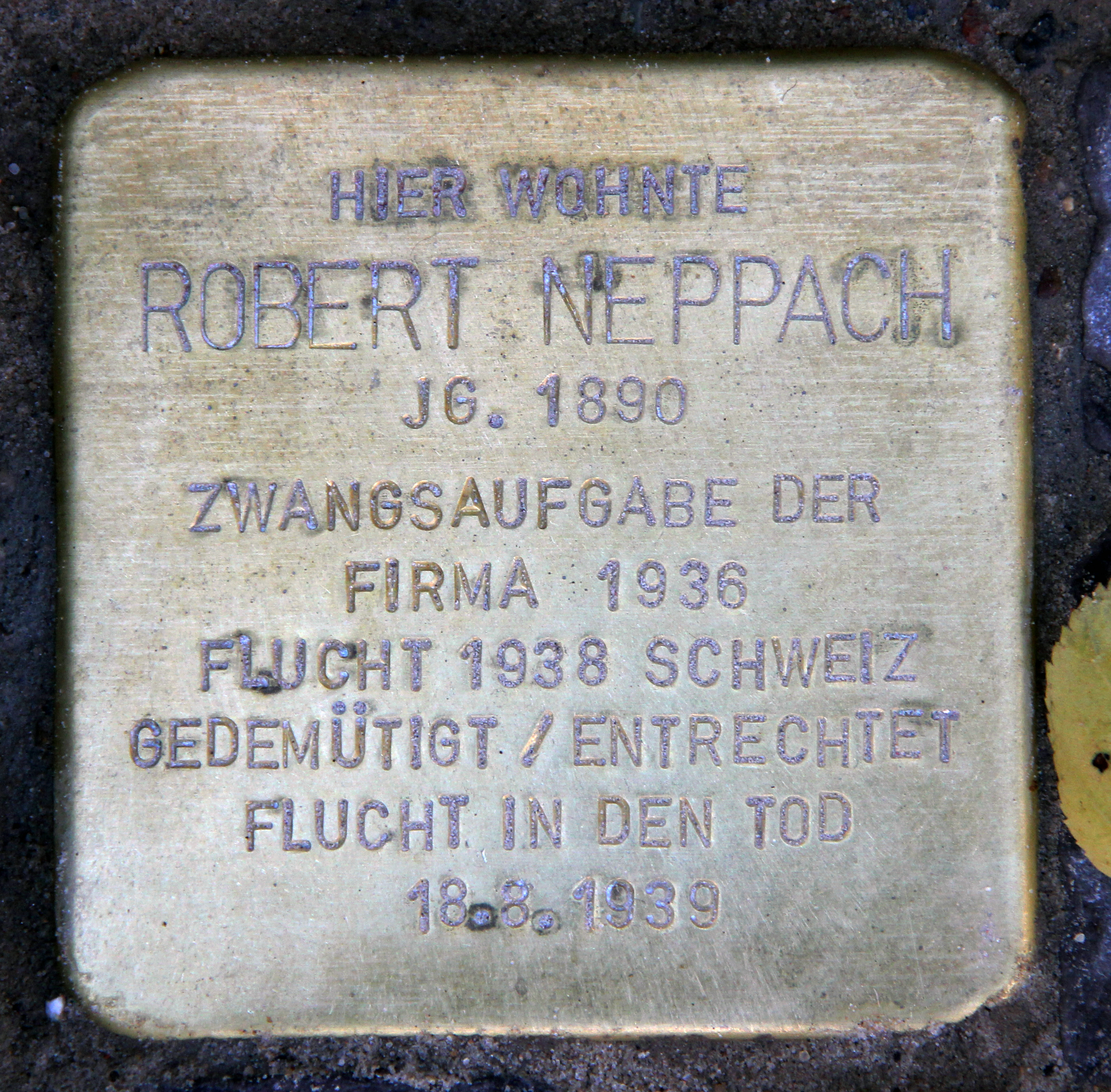
Stolperstein am Haus, Nachodstraße 22, in Berlin-Wilmersdorf

Neppach hatte sich künstlerisch an der Münchner Akademie (in Zeichnen, Gestaltung und Malerei) ausbilden lassen und wurde vom Direktor des Neuen Theaters in Frankfurt am Main, Arthur Hellmer, als Bühnenbildner an diese Spielstätte verpflichtet.
Neppach wurde 1917 in der Isonzoschlacht schwer verwundet und erlitt bei einer Verschüttung einen Nervenzusammenbruch. Gleich nach Ende des Ersten Weltkriegs stieß Neppach zum Film. 1919 begann er als Chefarchitekt bei der kleinen Produktionsfirma Centaur-Film. In kürzester Zeit gestaltete er die Kulissen von Filmen bekannter Regisseure wie F. W. Murnau, Dimitri Buchowetzki, Paul Ludwig Stein, Richard Oswald, Karl Grune, Lupu Pick, Hans Steinhoff, Felix Basch, Gustaf Molander, Harry Piel, Max Ophüls und Géza von Bolváry. Seine interessanteste und bedeutendste Arbeit waren die gemalten, stilisierenden, den Expressionismus als Filmgattung mitbegründenden Dekorationen zu Karlheinz Martins Inszenierung Von morgens bis mitternachts, zu dem Neppach auch die Kostüme entwarf. 
In der zweiten Jahreshälfte 1932 wechselte Neppach zur Filmproduktion. Er gründete die Firma R.N. Filmproduktion G.m.b.H., die bis Jahresende 1936 Filme herausbrachte. Nach der von Propagandaminister Joseph Goebbels verordneten Liquidation dieser privaten Firma fand Neppach keine Möglichkeit mehr, in der deutschen Filmindustrie zu arbeiten. Er kehrte zu seinem ursprünglichen Architektenberuf zurück, ehe er sich am 15. September 1938 in Zürich niederließ. 
Neppach hatte bereits nach dem Ersten Weltkrieg die jüdische Tennisspielerin Nelly Bamberger geheiratet, die sich im Mai 1933 infolge der zunehmenden Judenfeindlichkeit in Deutschland nach dem Machtübernahme der Nationalsozialisten umbrachte. Seit Herbst 1933 war er mit der 16 Jahre jüngeren "Grete" Marguerite Walter verheiratet, der Tochter des berühmten Dirigenten Bruno Walter.
Das Ehepaar lebte getrennt; bei einem Treffen in Zürich zwecks Absprache über die Modalitäten der Scheidung, erschoss Robert Neppach seine Frau und dann sich selbst. Seine Frau hatte eine Affäre mit dem Bariton Ezio Pinza, so dass neben der drohenden Scheidung auch seine Eifersucht als Motiv betrachtet werden kann. Ob die Entfremdung des Ehepaars nur der unglücklichen Ehe geschuldet oder auch eine Folge des staatlichen Antisemitismus in Deutschland war, ist wohl nicht abschließend zu klären. Die Pariser Tageszeitung vom 22. August 1939 konstatierte in einem Nachruf: „Dieser Zustand wurde allerdings auf die Dauer unerträglich, und mit der längeren Abwesenheit entfremdete sich Grete Walter immer mehr ihrem Gatten. Sie machte ihm wiederholt den Vorschlag, sich von ihr zu trennen. Sie leitete schließlich die Scheidung ein…“ Daraufhin versuchte Neppach erneut, seine Frau wiederzugewinnen. „Als er einsah, dass diese Mühe vergeblich war, war er verzweifelt und machte seinem Leben und dem der Frau ein Ende.“

## Filmografie

### Als Filmarchitekt
| - 1919: Die Augen im Walde - 1919: Frau im Käfig - 1919: Ewiger Strom - 1919: Kameraden - 1920: Von morgens bis mitternachts (auch Kostüme) - 1920: Va banque - 1920: Das Haus zum Mond - 1920: Der Bucklige und die Tänzerin - 1920: Abend – Nacht – Morgen - 1920: Die rote Redoute - 1921: Sehnsucht - 1921: Sappho - 1921: Das goldene Netz - 1921: Miß Venus - 1921: Die Amazone - 1921: Die Geliebte Roswolskys - 1921: Die Ratten - 1921: Der ewige Kampf - 1922: Seine Exzellenz von Madagaskar (2 Teile) - 1922: Der Graf von Charolais (auch Kostüme) - 1922: Der Strom - 1922: Das Spiel mit dem Weibe - 1922: Die fünf Frankfurter - 1922: Lucrezia Borgia (auch Kostüme) - 1922: Die blonde Geisha - 1923: Paganini - 1923: Erdgeist - 1923: Dunkle Gassen - 1923: Bob und Mary - 1924: Der Roman der Lilian Hawley - 1925: Der Maler und sein Modell - 1925: Bismarck, 1. Teil - 1925: Der Herr Generaldirektor - 1925: Gretchen Schubert - 1925: Der Mann, der sich verkauft | - 1926: Der Herr des Todes - 1926: Der Sohn des Hannibal - 1926: Das Meer - 1927: Am Rande der Welt (auch Kostüme) - 1927: Der Kampf des Donald Westhof - 1927: Frau Sorge - 1928: Der Präsident - 1928: Liebeskarneval - 1928: Prinzessin Olala - 1928: Der Raub der Sabinerinnen - 1929: Ich küsse Ihre Hand, Madame - 1929: Der Held aller Mädchenträume - 1929: Der lustige Witwer - 1929: Das grüne Monokel - 1929: Vater und Sohn - 1929: Männer ohne Beruf - 1929: Sein bester Freund - 1929: Katharina Knie - 1929: Der Erzieher meiner Tochter - 1930: Delikatessen - 1930: Zwei Herzen im Dreivierteltakt - 1930: Der König von Paris - 1930: Das Lied ist aus - 1930: Er oder ich - 1930: Va banque - 1931: Die Marquise von Pompadour - 1931: Grock - 1931: Gassenhauer - 1931: Walzerparadies - 1931: Panik in Chicago - 1931: Die Abenteurerin von Tunis - 1931: Der Stolz der 3. Kompanie - 1932: Die verliebte Firma - 1932: Es geht um Alles - 1932: Gehetzte Menschen |

### Als Produktionsleiter, Produzent oder Künstlerischer Oberleiter
| - 1932: Die verliebte Firma - 1932: Das erste Recht des Kindes - 1932: Grün ist die Heide - 1933: Der Traum vom Rhein - 1933: Kleiner Mann – was nun? - 1933: Glück im Schloß - 1934: Abenteuer im Südexpeß - 1934: La Paloma | - 1934: Die Liebe und die erste Eisenbahn - 1934: Punks kommt aus Amerika - 1935: Stützen der Gesellschaft - 1935: Hilde Petersen postlagernd (auch holländ. Version) - 1935: Kater Lampe - 1936: Männer vor der Ehe - 1936: Kinderarzt Dr. Engel |